# Women’s Premier Ice Hockey League 2012/13
Die Saison 2012/13 ist die 31. Austragung der höchsten englischen Fraueneishockeyliga, der Women’s Premier Ice Hockey League. Die Ligadurchführung erfolgt durch die English Ice Hockey Association, den englischen Verband unter dem Dach des britischen Eishockeyverbandes Ice Hockey UK. Der Sieger erhält die Bill Britton Memorial Trophy. Die Diamonds aus Kingston upon Hull konnten zum dritten Male hintereinander den Titel erringen.

## Modus
Zunächst spielten alle Mannschaften eine einfache Runde mit Hin- und Rückspiel. Die vier Besten erreichten das Halbfinale („Final Four“). Der Letzte musste in die Relegation gegen den Besten der 1. Division. In der Finalrunde wurde jeweils nur ein Spiel zwischen den Kontrahenten ausgetragen.

## Hauptrunde
| Platz | Mannschaft            | Spiele | S  | U | N  | Tore   | Punkte |
| ----- | --------------------- | ------ | -- | - | -- | ------ | ------ |
| 1.    | Bracknell Queen Bees  | 16     | 15 | 0 | 1  | 80:015 | 30     |
| 2.    | Kingston Diamonds (N) | 16     | 14 | 0 | 2  | 81:014 | 28     |
| 3.    | Sheffield Shadows     | 16     | 11 | 0 | 5  | 74:033 | 22     |
| 4.    | Guildford Lightning   | 16     | 11 | 0 | 5  | 63:029 | 22     |
| 5.    | Slough Phantoms       | 16     | 9  | 0 | 7  | 84:051 | 18     |
| 6.    | Streatham Storm       | 16     | 4  | 0 | 12 | 30:072 | 8      |
| 7.    | Solihull Vixens       | 16     | 3  | 0 | 13 | 23:088 | 6      |
| 8.    | Milton Keynes Falcons | 16     | 3  | 0 | 13 | 18:080 | 6      |
| 9.    | Swindon Topcats       | 16     | 2  | 0 | 14 | 27:98  | 4      |

## Final Four
Die Spiele des Halbfinales, um den 3. Platz und das Finale fanden an einem Trophy Weekend genannten Wochenende auch dieses Jahr in Sheffield in der Eishalle Ice Sheffield statt.

### Halbfinale
| 25. Mai 2013 15:45 Uhr | Bracknell Queen Bees Joannie Couture (31:37) Leanne Ganney (45:55) | 2:1 (0:0, 1:1, 1:0) Spielbericht | Guildford Lightning Louisa Kathryn Durnell (20:23) | Ice Sheffield, Sheffield |

| 25. Mai 2013 18:00 Uhr | Kingston Diamonds Kathleen Smith (23:35, 31:03, 40:54) Bethany Scoon (45:50) Shannon Rae Jones (46:13) Lauren Wilkinson (48:21) Shannon Rae Jones (56:11) | 7:1 (0:0, 2:1, 5:0) Spielbericht | Sheffield Shadows Jodie-Leigh Bloom (25:40) | Ice Sheffield, Sheffield |

### Spiel um den 3. Platz
| 26. Mai 2013 12:20 Uhr | Guildford Lightning Louise Adams (11:21) | 1:0 (1:0, 0:0, 0:0) Spielbericht | Sheffield Shadows | Ice Sheffield, Sheffield |

### Finale
| 26. Mai 2013 18:05 Uhr | Bracknell Queen Bees Monica Petrosino (52:49) Jennifer Hepp (58:46) | 2:3 (0:0, 0:2, 2:1) Spielbericht | Kingston Diamonds Sarah Hutchinson (27:18) Kathleen Smith (28:37) Natalie Davies (50:50) | Ice Sheffield, Sheffield |

## Division 1
Die Women’s National Ice Hockey League ist nach der Premier League die zweite Stufe der englischen Fraueneishockeyliga. In ihr ist die Division 1 die höchste Klasse. Sie ist in eine Nord- und eine Südgruppe gegliedert.
| North                                                                                    | North                  | North  | North | North  | North    | North   | North  |
| ---------------------------------------------------------------------------------------- | ---------------------- | ------ | ----- | ------ | -------- | ------- | ------ |
| Platz                                                                                    | Mannschaft             | Spiele | Siege | Unent. | Niederl. | Tore    | Punkte |
| 1.                                                                                       | Whitley Bay Squaws     | 14     | 14    | 0      | 0        | 124:017 | 28     |
| 2.                                                                                       | Billingham Lady Stars  | 14     | 12    | 0      | 2        | 102:022 | 24     |
| 3.                                                                                       | Sheffield Shadows II   | 14     | 9     | 1      | 4        | 078:053 | 19     |
| 4.                                                                                       | Kingston Diamonds II   | 14     | 7     | 1      | 6        | 055:062 | 15     |
| 5.                                                                                       | Coventry Phoenix       | 14     | 5     | 1      | 8        | 044:062 | 11     |
| 6.                                                                                       | Blackburn Thunder      | 14     | 3     | 1      | 10       | 032:084 | 7      |
| 7.                                                                                       | Nottingham Vipers      | 14     | 3     | 0      | 11       | 037:074 | 6      |
| 8.                                                                                       | Telford Wrekin Raiders | 14     | 1     | 0      | 13       | 038:136 | 01     |
| 1 Telford Wrekin Raiders wurden zwei Strafpunkte wg. failure to fulfil fixture abgezogen |                        |        |       |        |          |         |        |

| South | South                      | South  | South | South  | South    | South   | South  |
| ----- | -------------------------- | ------ | ----- | ------ | -------- | ------- | ------ |
| Platz | Mannschaft                 | Spiele | Siege | Unent. | Niederl. | Tore    | Punkte |
| 1.    | Chelmsford Cobras          | 12     | 12    | 0      | 0        | 091:012 | 24     |
| 2.    | Cardiff Comets             | 12     | 9     | 0      | 3        | 106:030 | 18     |
| 3.    | Bracknell Firebees         | 12     | 7     | 1      | 4        | 037:039 | 15     |
| 4.    | Invicta Dynamics S1        | 12     | 4     | 1      | 7        | 024:036 | 9      |
| 5.    | Oxford City Midnight Stars | 12     | 3     | 0      | 9        | 029:052 | 6      |
| 6.    | Basingstoke Bison Ladies   | 12     | 3     | 0      | 9        | 038:088 | 6      |
| 7.    | Peterborough Penguins N1   | 12     | 3     | 0      | 9        | 042:110 | 6      |

Final Four
Im Finalturnier, dem EIHA Trophy Weekend, wurde zwischen den jeweils beiden Besten der beiden Gruppen über Kreuz um den Sieg in der Division 1 und um das Recht des Relegationsspiel gegen den Letzten der WPIHL gespielt.
| 25. Mai 2013 12:15 Uhr | Whitley Bay Squaws Ashleigh Holland (16:20) Natasha Crozier (25:27) Sarah Smith (33:25) Stephanie Towns (37:49) Ashleigh Holland (41:38) | 5:0 (0:0, 2:0, 3:0) Spielbericht | Cardiff Comets | Ice Sheffield, Sheffield |

| 25. Mai 2013 14:00 Uhr | Chelmsford Cobras Jennifer Bolton (30:15) Bethany Ruth May Hill (44:49) | 2:4 (0:2, 0:0, 2:2) Spielbericht | Billingham Lady Stars Sarah Burlinson Jackson (5:36) Jenny Hehir (9:45) Helen Emerson (36:32) Hannah Maurice (42:54) | Ice Sheffield, Sheffield |

| 26. Mai 2013 10:35 Uhr | Cardiff Comets Emma Honkonen (7:41) Jennifer Ball (15:35) Nikki Rust (30:00, 36:07) Jennifer Ball (40:23) | 5:0 (1:0, 2:0, 2:0) Spielbericht | Chelmsford Cobras | Ice Sheffield, Sheffield |

| 26. Mai 2013 15:50 Uhr | Whitley Bay Squaws Danielle Nicola Turnbull (19:31) Amy Victoria Campbell (30:23) | 2:1 (0:0, 1:0, 1:1) Spielbericht | Billingham Lady Stars Stephanie Box (43:41) | Ice Sheffield, Sheffield |